# Xu Hong
Xu Hong (徐弘S, Xú HóngP; 14 maggio 1968) è un allenatore di calcio, ex calciatore ed ex giocatore di calcio a 5 cinese, di ruolo difensore.

## Carriera
Xu ha disputato il FIFA Futsal World Championship 1992 in cui la nazionale cinese di calcio a 5 è stata eliminata nel girone del primo turno comprendente Spagna, Stati Uniti e Russia.

## Palmarès

### Calcio

#### Club

##### Competizioni nazionali
- Campionato cinese: 5

Liaoning: 1992, 1993
Dalian Shide: 1996, 1997, 1998, 2000